# Roger Deakins
Sir Roger Alexander Deakins (Torquay, 24 maggio 1949) è un direttore della fotografia britannico, vincitore di due Oscar alla migliore fotografia e assiduo collaboratore dei fratelli Coen.

## Biografia
Deakins è nato a Torquay nella contea del Devon in Inghilterra, figlio di Josephine, attrice e William Albert Deakins, costruttore. Deakins dedicava molto tempo alla sua passione per la pittura. Tempo dopo si iscrisse nella scuola di arte e disegno nella città di Bath dove studiò graphic design. Durante la permanenza a Bath scoprì la sua passione per la fotografia. Dimostrò un grande talento fotografico che lo portò a creare un documentario fotografico della sua città, Torquay. Dopo un anno decise di studiare alla scuola di cinema nel Buckinghamshire.
Inizia la sua carriera lavorando come cameraman e assistente di produzione per vari documentari, in seguito cura diversi documentari sull'Africa, dedicati a paesi come lo Zimbabwe, devastato dalla guerra civile, Sudan ed Eritrea. Parallelamente ai documentari, lavora assiduamente come direttore della fotografia per film come Sid & Nancy, L'isola di Pascali e Le montagne della luna.
Nel 1991 cura la fotografia di Barton Fink - È successo a Hollywood, dando inizio ad un sodalizio con i fratelli Coen, per i quali lavorerà in tutti i loro film, da Fargo, passando da Il grande Lebowski, Fratello, dove sei?, L'uomo che non c'era, Non è un paese per vecchi, fino a Il Grinta per il quale viene candidato nuovamente all'Oscar nel 2011 e vince il premio BAFTA 2011. Ha lavorato inoltre per pellicole di successo come Le ali della libertà, Dead Man Walking - Condannato a morte, Hurricane - Il grido dell'innocenza, The Village, Nella valle di Elah e molte altre.
Nel 2018, dopo ben 13 candidature andate a vuoto, vinse il suo primo Oscar per Blade Runner 2049. Nel 2020 vinse il secondo per il film 1917.

## Filmografia
- Another Time, Another Place - Una storia d'amore (Another Time, Another Place), regia di Michael Radford (1983)
- Orwell 1984 (Nineteen Eighty-Four), regia di Michael Radford (1984)
- Dossier confidenziale (Defence of the Realm), regia di David Drury (1985)
- Sid & Nancy (Sid and Nancy), regia di Alex Cox (1986)
- Personal Services, regia di Terry Jones (1987)
- Misfatto bianco (White Mischief), regia di Michael Radford (1987)
- L'isola di Pascali (Pascali's Island), regia di James Dearden (1988)
- Stormy Monday, regia di Mike Figgis (1988)
- Air America, regia di Roger Spottiswoode (1990)
- Le montagne della luna (Mountains of the Moon), regia di Bob Rafelson (1990)
- La lunga strada verso casa (The Long Walk Home), regia di Richard Pearce (1990)
- Barton Fink - È successo a Hollywood (Barton Fink), regia di Joel ed Ethan Coen (1991)
- Homicide, regia di David Mamet (1991)
- Amori e amicizie (Passion Fish), regia di John Sayles (1992)
- Cuore di tuono (Thunderheart), regia di Michael Apted (1992)
- Il giardino segreto (The Secret Garden), regia di Agnieszka Holland (1993)
- Mister Hula Hoop (The Hudsucker Proxy), regia di Joel ed Ethan Coen (1994)
- Le ali della libertà (The Shawshank Redemption), regia di Frank Darabont (1994)
- Dead Man Walking - Condannato a morte (Dead Man Walking), regia di Tim Robbins (1995)
- Il coraggio della verità (Courage Under Fire), regia di Edward Zwick (1996)
- Fargo, regia di Joel Coen (1996)
- Kundun, regia di Martin Scorsese (1997)
- Il grande Lebowski (The Big Lebowski), regia di Joel ed Ethan Coen (1998)
- Attacco al potere (The Seige), regia di Edward Zwick (1998)
- La mia adorabile nemica (Anywhere But Here), regia di Wayne Wang (1999)
- Hurricane - Il grido dell'innocenza (The Hurricane), regia di Norman Jewison (1999)
- Fratello, dove sei? (O Brother, Where Art Thou?), regia di Joel ed Ethan Coen (1999)
- A Beautiful Mind, regia di Ron Howard (2001)
- L'uomo che non c'era (The Man Who Wasn't There), regia di Joel ed Ethan Coen (2001)
- A cena da amici (Dinner with Friends), regia di Norman Jewison – film TV (2001)
- La casa di sabbia e nebbia (House of Sand and Fog), regia di Vadim Perelman (2003)
- Prima ti sposo poi ti rovino (Intolerable Cruelty), regia di Joel ed Ethan Coen (2003)
- Levity, regia di Ed Solomon (2003)
- Ladykillers (The Ladykillers), regia di Joel ed Ethan Coen (2004)
- The Village, regia di M. Night Shyamalan (2004)
- Jarhead, regia di Sam Mendes (2005)
- Nella valle di Elah (In the Valley of Elah), regia di Paul Haggis (2007)
- Non è un paese per vecchi (No Country for Old Men), regia di Joel ed Ethan Coen (2007)
- L'assassinio di Jesse James per mano del codardo Robert Ford (The Assassination of Jesse James by the Coward Robert Ford), regia di Andrew Dominik (2007)
- Il dubbio (Doubt), regia di John Patrick Shanley (2008)
- Revolutionary Road, regia di Sam Mendes (2008)
- The Reader - A voce alta (The Reader), regia di Stephen Daldry (2008)
- A Serious Man, regia di Joel ed Ethan Coen (2009)
- The Company Men, regia di John Wells (2010)
- Il Grinta (True Grit), regia di Joel ed Ethan Coen (2010)
- Rango, regia di Gore Verbinski (2011)
- In Time, regia di Andrew Niccol (2011)
- Skyfall, regia di Sam Mendes (2012)
- Prisoners, regia di Denis Villeneuve (2013)
- Unbroken, regia di Angelina Jolie (2014)
- Sicario, regia di Denis Villeneuve (2015)
- Ave, Cesare! (Hail, Caesar!), regia di Joel ed Ethan Coen (2016)
- Blade Runner 2049, regia di Denis Villeneuve (2017)
- Il cardellino (The Goldfinch), regia di John Crowley (2019)
- 1917, regia di Sam Mendes (2019)
- Empire of Light, regia di Sam Mendes (2022)

## Riconoscimenti

### Premio Oscar
- 1995 - Candidatura alla miglior fotografia per Le ali della libertà
- 1997 - Candidatura alla miglior fotografia per Fargo
- 1998 - Candidatura alla miglior fotografia per Kundun
- 2001 - Candidatura alla miglior fotografia per Fratello, dove sei?
- 2002 - Candidatura alla miglior fotografia per L'uomo che non c'era
- 2008 - Candidatura alla miglior fotografia per L'assassinio di Jesse James per mano del codardo Robert Ford
- 2008 - Candidatura alla miglior fotografia per Non è un paese per vecchi
- 2009 - Candidatura alla miglior fotografia per The Reader - A voce alta
- 2011 - Candidatura alla miglior fotografia per Il Grinta
- 2013 - Candidatura alla miglior fotografia per Skyfall
- 2014 - Candidatura alla miglior fotografia per Prisoners
- 2015 - Candidatura alla miglior fotografia per Unbroken
- 2016 - Candidatura alla miglior fotografia per Sicario
- 2018 - Miglior fotografia per Blade Runner 2049
- 2020 - Miglior fotografia per 1917
- 2023 - Candidatura alla miglior fotografia per Empire of Light